# Pašina Voda
Pašina Voda (en serbe cyrillique : Пашина Вода) est un village du nord-ouest du Monténégro, dans la municipalité de Žabljak.

## Démographie

### Évolution historique de la population
| 1948 | 1953 | 1961 | 1971 | 1981 | 1991 | 2003 |
| ---- | ---- | ---- | ---- | ---- | ---- | ---- |
| 313  | 320  | 301  | 290  | 166  | 138  | 134  |